# Achsarbiek Abajew
Achsarbiek Magomietowicz Abajew (ros. Ахсарбек Магометович Абаев; oset. Æбати Мæхæмæти фурт Æхсарбег, Abati Machamati furt Achsarbeg; ur. 14 grudnia 1923 we wsi Christianowskoje (obecnie cześć Digory), zm. 13 maja 1982 w Digorze) – radziecki wojskowy, Osetyjczyk, Bohater Związku Radzieckiego (1944).

## Życiorys
Po ukończeniu szkoły powszechnej pracował w kołchozie, od sierpnia 1942 w Armii Czerwonej, walczył na Froncie Północno-Kaukaskim II wojny światowej, za zasługi w bitwie o Kaukaz mianowany sierżantem i odznaczony dwoma medalami. 3 listopada 1943 podczas walki na Półwyspie Kerczeńskim jako pierwszy z oddziału rozpoczął atak na wroga, zabił tego dnia 40 i wziął do niewoli 6 niemieckich żołnierzy, za co uchwałą Prezydium Rady Najwyższej ZSRR został uhonorowany tytułem Bohatera ZSRR. 1945 zdemobilizowany, 1947 ukończył technikum kolejowe w Ordżonikidze. Od 1970 w KPZR. Mieszkał i pracował w Digorze, gdzie zmarł.

## Odznaczenia
- Złota Gwiazda Bohatera Związku Radzieckiego (16 maja 1944)
- Order Lenina (16 maja 1944)
- Order Wojny Ojczyźnianej I klasy
- Order Czerwonej Gwiazdy
- Medal „Za zasługi bojowe”
- Medal „Za obronę Kaukazu”
- Medal „Za zwycięstwo nad Niemcami w Wielkiej Wojnie Ojczyźnianej 1941–1945”